# Chelmsford
Chelmsford je anglické město v hrabství Essex v regionu Jihovýchodní Anglie. V roce 2011 zde žilo 111 511 obyvatel. Je hlavním městem hrabství Essex. V Chelmsfordu se nachází gotická katedrála svaté Panny Marie, svatého Petra a svatého Cedda. Na místě dnešní katedrály, jež svůj statut získala roku 1914, stával kostel, který byl postaven již okolo roku 1200 a přestavěn na přelomu 15. a 16. století.

## Partnerská města
- Annonay (Francie)
- Backnang (Německo)